# Assedio di Niezijl
L'assedio di Niezijl fu uno scontro combattuto nell'ambito della guerra degli ottant'anni che si svolse dal 2 al 24 ottobre 1581 presso Niezijl, negli attuali Paesi Bassi. Gli spagnoli al comando del colonnello Francisco Verdugo posero assedio alla città di Niezijl dopo la vittoria della battaglia di Noordhorn, ma l'assedio fallì e Verdugo si ritirò lasciando inglesi ed olandesi vincitori sul campo.

## Antefatto

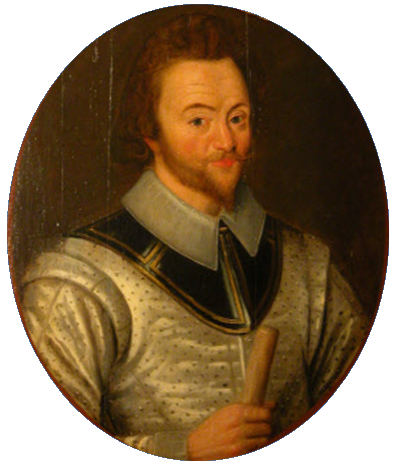
Sir John Norreys

Il conte Rennenberg, statolder di Frisia, aveva tradito gli olandesi consegnando le città di Groninga, Oldenzaal, Coevorden e Delfzijl in mano agli spagnoli. L'esercito spagnolo nelle Fiandre, guidato dal colonnello Francisco Verdugo, avanzò verso sud per invadere la Frisia e le costringere le forze ribelli a siglare un negoziato. Dopo la loro sconfitta a Noordhorn il 30 settembre gli olandesi e gli inglesi si erano ritirati a Niezijl dove si stabilirono, difesi dalle fortificazioni locali. L'esercito di Verduto, sebbene dilaniato da continui ammutinamenti, si pose all'inseguimento del nemico ed iniziò ad assediare Niezijl.
Niezijl era l'unico punto che sbarrava agli spagnoli la strada per l'ingresso in Frisia e la sua cattura avrebbe rappresentato un punto importante per la causa spagnola e cattolica nei Paesi Bassi. La resistenza di olandesi ed inglesi si rivelò però più dura del previsto: l'esercito ribelle respinse i ripetuti assalti spagnoli. Dopo tre settimane, Verdugo appariva ancora piagato dagli ammutinati e pertanto decise di abbandonare l'assedio. Le piogge autunnali, inoltre, rendevano le terre della Frisia impossibili da oltrepassare con un esercito in formazione, ed anche per questo Verdugo decise di spostare le proprie truppe nelle più secche terre della regione di Drenthe, mentre Norreys mantenne il grosso del suo esercito presso il fiume IJssel.
Niezijl rimase l'unica città dell'Ommelanden nelle mani degli anglo-olandesi che la sfruttarono come loro base operativa. Dal 1589 Guglielmo Luigi e Maurizio di Nassau iniziarono da qui una laboriosa riconquista dei territori spagnoli che si concluse solo con la cattura di Groninga il 22 luglio 1594.